# Les Petits Chevaux
Les Petits Chevaux was een carrousel met paarden en luchtballonnen en stond in het themagebied France in Walibi Holland. Les Petits Chevaux is gebouwd in 2000 door Wood Design. De diameter van de carrousel is zeven meter en de capaciteit is 24 personen. Kinderen onder de 1,20 meter mogen Les Petits Chevaux alleen betreden onder begeleiding van een volwassene. Op normale dagen draaide de attractie een halfuur per uur. Het andere half uur werd Pavillon de Thé bediend. De attractie werd in 2015 weggehaald. De attractie is nog steeds backstage opgeslagen.
Afbeeldingen · Lijst van attracties